# Willem Jacob van de Graaff
Willem Jacob van de Graaff, ook wel van de Graaf en van der Graeff (Huissen, 28 mei 1736 - Utrecht, 10 december 1804) was een koopman in dienst van de VOC. Hij was van 1776 tot 1781 directeur van de vestiging Suratte en van 1785 tot 1794 gouverneur van Ceylon. In 1796 was hij korte tijd directeur-generaal van de VOC.

## Biografie
Willem Jacob van de Graaff was een zoon van Sebastiaan van de Graaff (1705-1761), een majoor van de cavalerie uit Rotterdam, en Geertruid van Vinceler. Hij was een jongere broer van de militaire ingenieur en luitenant-kolonel Cornelis Jacob van de Graaff, die van 1785 tot 1791 gouverneur was van de Kaap de Goede Hoop. Ook Willem zou zijn leven lang een interesse voor de vestingbouw behouden. De jongste broer, Adriaan Sebastiaan, zou later ook werkzaam zijn in Ceylon, als directeur der cultures.

### Ceylon

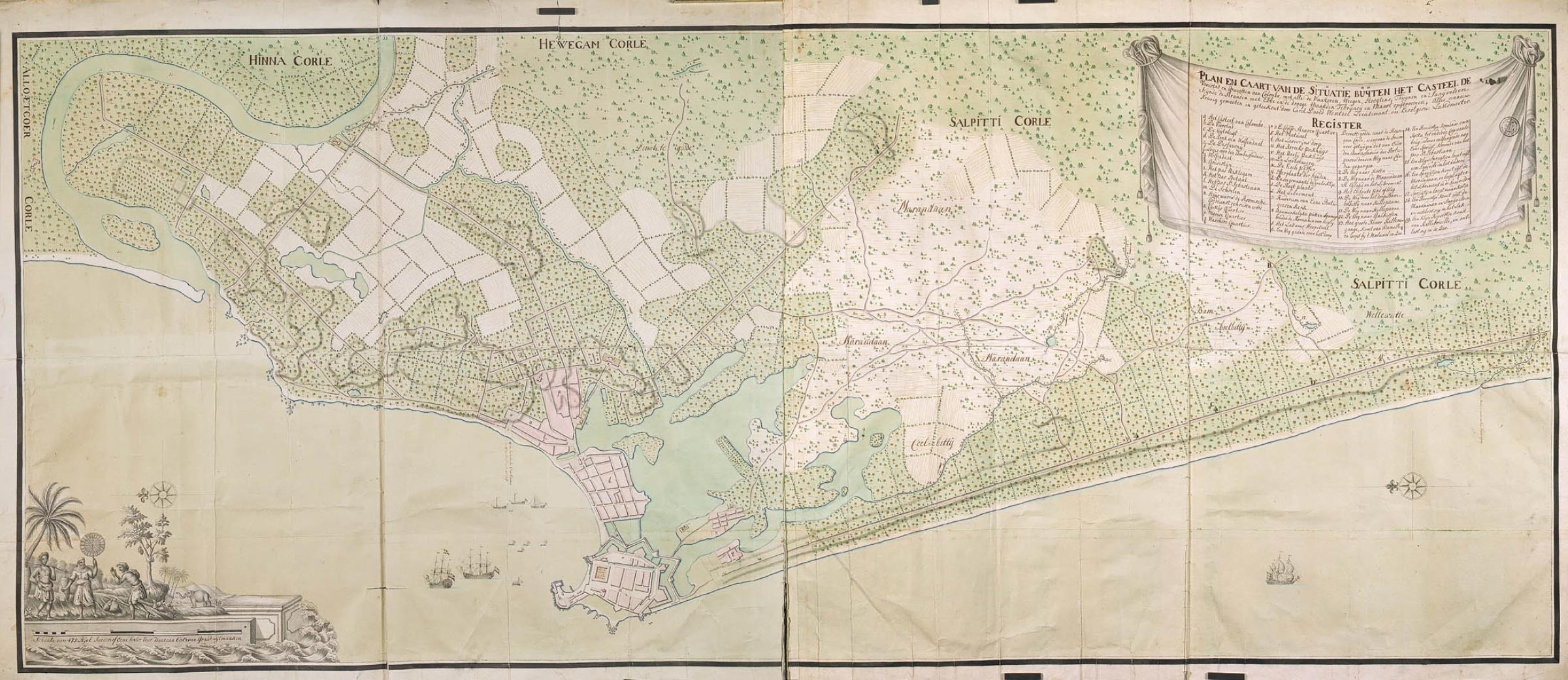
Colombo en omstreken rond 1762.

Op 18 oktober 1755 vertrok Willem van de Graaff als koopmansassistent voor de VOC-Kamer Rotterdam vanaf Goeree op het schip Blijdorp naar Batavia, waar hij op 12 april 1756 aankwam. In augustus werd hij als onderkoopman naar Ceylon gezonden. Op 28 augustus 1758 werd hij fiscaal in Galle, de gefortificeerde haven op de zuidwesthoek van het eiland. Een fiscaal was belast met het opsporen van fraude en misdrijven en trad op als officier van justitie. Dit ambt bleef hij bijna zes jaar uitoefenen. Hij maakte de door het koninkrijk Kandy gesteunde opstand mee die in 1760 uitbrak onder gouverneur Jan Schreuder, waarbij ook Galle bedreigd werd. Hij maakte toen deel uit van een commissie die de vestingwerken inspecteerde. Galle zou echter niet aangevallen worden. Op 7 maart 1762 trouwde hij met de 16-jarige Agnita Clara Samlant, de dochter van de commandeur van Galle, Abraham Samlant. In december werd een zoon geboren, Abraham Sebastiaan.
In de jaren daarna volgden de veldtochten naar Kandy van gouverneur Van Eck, en na diens dood, de komst van gouverneur Falck in juli 1765. Een klein jaar later, op 24 april 1766, werd Van de Graaff in Colombo hoofd van de Mahabadde (het departement van de kaneel), ook wel kapitein-kaneel genoemd. Tegelijkertijd werd hij bevorderd tot koopman. Als kapitein-kaneel werkte hij met Falck aan de vergroting van de kaneelproductie, die tijdens de oorlog had stilgelegen. Onder andere werd geëxperimenteerd met kaneeltuinen, waarin de oorspronkelijk in het wild groeiende kaneelbomen werden aangeplant. Het kaneelschillen zou dan niet meer verhinderd kunnen worden door Kandy. Wel kwamen er klachten van de Heren XVII over het leveren van kaneel van slechte kwaliteit. 'De reuckbast van het jaar 1767 is smaekeloos, enkele baalen zijn dik van stock en van binnen met grov hout opgevult', schreven zij. Van de Graaff dreigde er de schuld van te krijgen maar Falck hield hem de hand boven het hoofd.

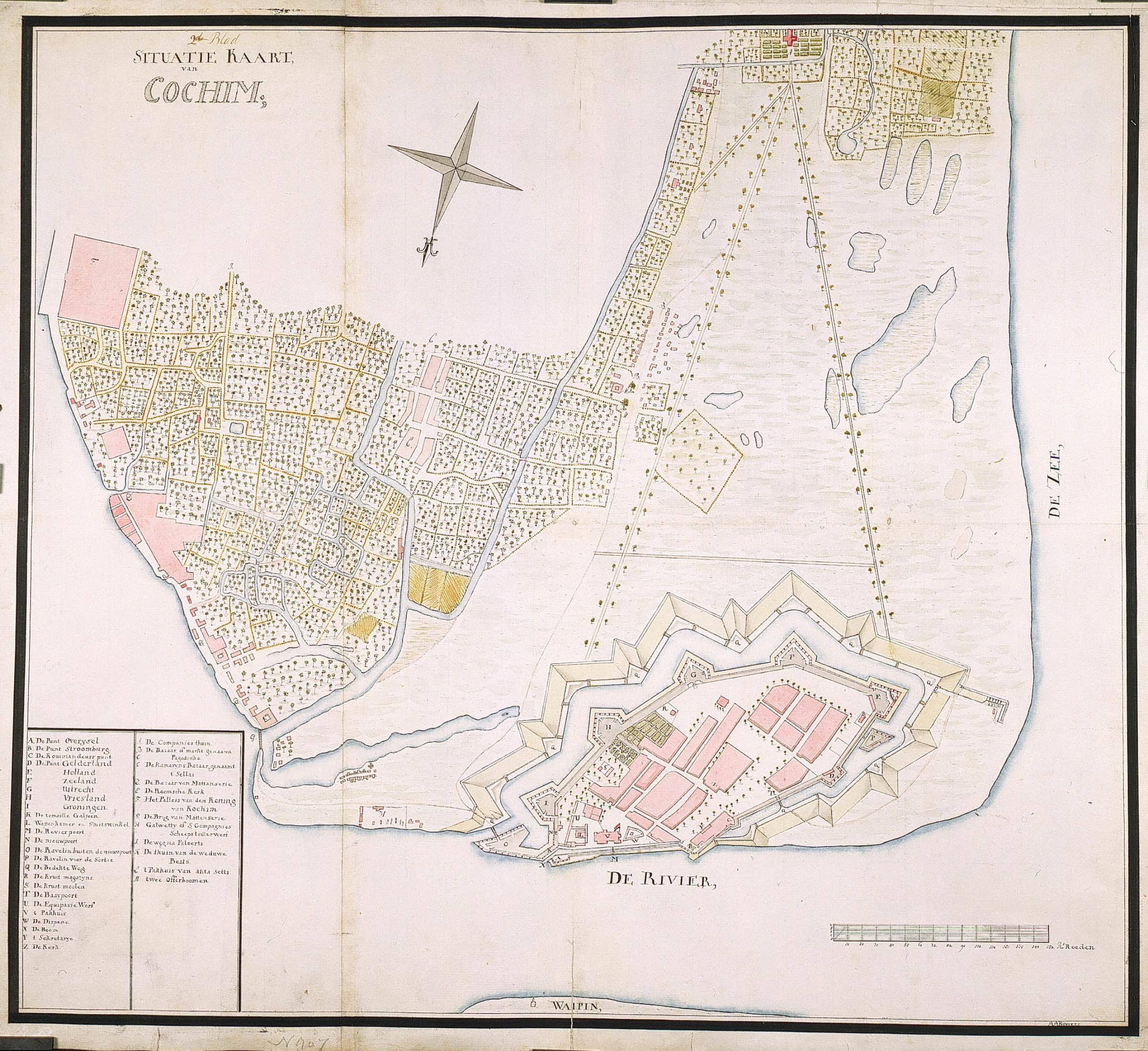
Fort Cochin aan de Malabarkust.

Op 21 juni 1770 werd hij secretaris van de Raad van Colombo. Een jaar later verhuisde hij samen met de hoofdadministrateur Adriaan Moens naar Cochin aan de Malabarkust. Op voorspraak van Falck werd Moens daar op 17 september 1771 door gouverneur-generaal Van der Parra als commandeur benoemd en Van de Graaff als hoofdadministrateur en secunde (vice-commandeur). Aan de Malabarkust had de VOC zich in de 17de eeuw gevestigd vanwege de peperhandel, maar in de late 18de eeuw waren de inkomsten verschoven naar heffing van belastingen en tolgelden in de door de Compagnie bestuurde gebieden. Van de Graaff werd hier ook bevorderd tot opperkoopman. In juni 1773 overleed Agnita. Een jaar later hertrouwde hij in Tuticorin met de 18-jarige Christina Elisabeth van Angelbeek, de dochter van Johan van Angelbeek, toen opperhoofd van Tuticorin, die hij kende uit Ceylon.

### Directeur van Suratte
In 1776 werd de directeur van Suratte, Martinus Bosman, naar Batavia ontboden uit ontevredenheid over zijn bestuur. Van de Graaff werd op 23 juli als zijn opvolger benoemd, vermoedelijk weer op voorspraak van Falck. Een brief van de Heren XVII van 14 oktober 1777 bevestigde de benoeming en stelde hem bovendien aan als extraordinair lid van de Raad van Indië. De vestiging Suratte, gelegen in Gujarat aan de noordwestkust van India, was in deze tijd nog slechts een schaduw van wat het eens was. De Britten waren in deze regio van een handelsonderneming een politieke en militaire macht geworden die de inheemse nawabs domineerde. Ze konden hierdoor de VOC in de marge duwen, zodat er een discussie gaande was over het sluiten van de vestiging. In 1778 had Van de Graaff volgens de bezoekende scheepsofficier Johan Stavorinus een politieke raad met een secunde, een fiscaal en zes onderkooplieden. Daaronder was er nog wat lager personeel van boekhouders en assistenten. De militaire bezetting bestond nog slechts uit een vaandrig en zestien soldaten, waar het er eens meer dan honderd waren. De archieven en de kostbaarheden waarmee de directeur een grote statie moest voeren werden door Stavorinus alvast mee naar Batavia genomen. In 1780 brak de Vierde Engels-Nederlandse Oorlog uit, waarna de Britten de VOC loge in Suratte met geweld overnamen. Van de Graaff werd krijgsgevangen gemaakt. Begin 1782 werd hij uitgewisseld tegen Britse gevangenen aan de Malabarkust, waar zijn schoonvader Van Angelbeek inmiddels commandeur was, zodat hij naar Cochin kon vertrekken. Vandaar ging hij terug naar Colombo, waar hij met groot ceremonieel door gouverneur Falck werd ontvangen. Vanaf juni nam hij deel aan de vergaderingen van de Raad van Colombo. Falck had het voornemen om terug te keren naar Nederland en zag Van de Graaff als zijn opvolger. Hij kreeg in mei 1783 echter te horen dat hij door de Heren XVII tot directeur-generaal was benoemd, als vervanger van Willem Alting, die gouverneur-generaal was geworden. Van de Graaff werd in dezelfde brief benoemd tot de nieuwe gouverneur van Ceylon. Falck weigerde echter zijn benoeming en bleef aan als gouverneur. Eind 1783 nam Van de Graaff daarom het commandeurschap van Galle over van de naar Batavia vertrekkende Arnoldus de Lij. Hij deed in Galle volgens de Staat van Ceylon over 1784 'verscheidene nuttige schikkingen tot verbetering van den landdienst'.
Op 6 februari 1785 stierf Falck. Van de Graaff, die na alarmerende berichten al op weg was geweest naar Colombo, arriveerde een dag later en werd als gouverneur geïnstalleerd.

### Gouverneur van Ceylon

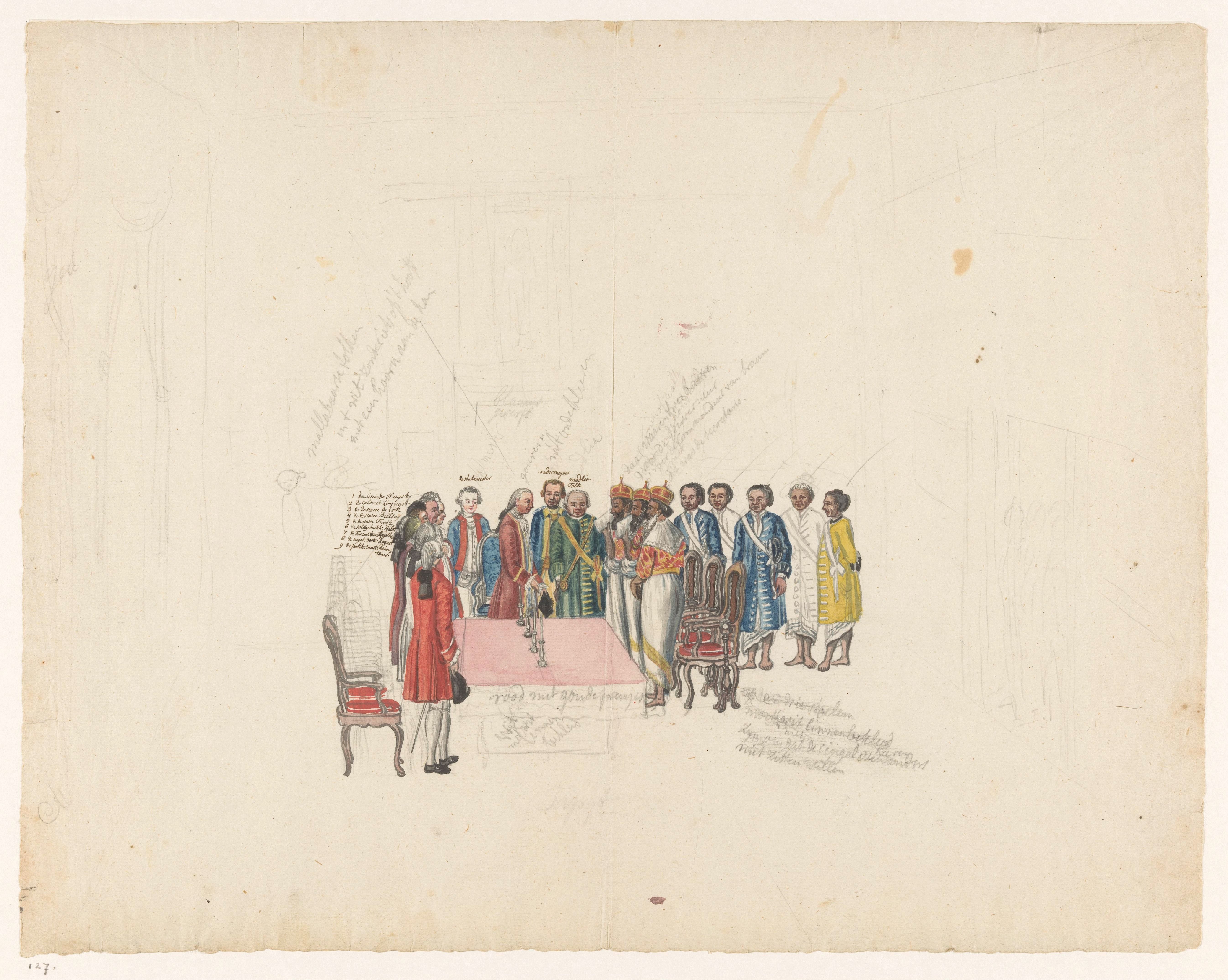
Ontvangst van de gezanten van de koning van Kandy in 1785 in Colombo. In het midden, in rode jas, Van de Graaff. Rechts van hem de maha modliyaar Nicolaas Dias Abeysinghe, in groene jas. Links de leden van de Raad van Colombo: de secunde Sluysken, kolonel van de militie Coquart, de dessaves De Kock, Billing en Fretz, de soldijboekhouder Holst, fiscaal Christiaan van Angelbeek, negotieboekhouder Racquet en pakhuismeester Reintous.

Voor de VOC was de oorlog een onherstelbare slag geweest. De handel had grotendeels stil gelegen en veel handelsposten waren door de Britten geplunderd en vernield. De totale verliezen werden geschat op 43 miljoen gulden, zodat de Heren XVII grote leningen moesten afsluiten. De schulden liepen daarna op tot meer dan het dubbele in 1790. Dankzij de Franse marine was Ceylon voor de VOC behouden gebleven, maar moest nu meer dan ooit zo rendabel mogelijk gemaakt worden. Niet alleen door handel maar ook door ontwikkeling van het deel van het binnenland dat onder het bestuur van de Compagnie viel. In 1786 vormde Van de Graaff een Binnenlands Departement, dat met grote voortvarendheid regels en verordeningen (plakkaten) opstelde, twee keer zoveel als onder Falck was gebeurd. Een teken van de steeds groter wordende betrokkenheid van de VOC met de samenleving van Ceylon. In het bestuur van Van de Graaff waren de theorieën te herkennen van de Europese fysiocraten en andere Verlichtingsideeën. Voorbeelden zijn zijn ijver voor betere hygiëne in de steden, uitvoering van publieke werken in het binnenland en een economische politiek waarin privébezit erkend werd als prikkel tot arbeid.
De parelvisserij, die vanwege aanspraken van de nawab van Arcot al jaren stil lag, werd door Van de Graaff nieuw leven ingeblazen door een verdrag te sluiten, waarbij de nawab de helft van de visserij bij Tuticorin kreeg toebedeeld en met 36 boten mocht deelnemen aan de visserij bij Aripo in de Golf van Mannar. Bovendien mocht hij zijn eigen vlag voeren, als hij zich maar hield aan de regels van de Compagnie. Ook het fokken van Perzische paarden op het eiland Delft blies Van de Graaff nieuw leven in, en met hulp van een Franse militair van het De Luxembourg regiment, die de zoon was van een suikerplanter uit Guadeloupe, stichtte hij enkele suikerplantages.

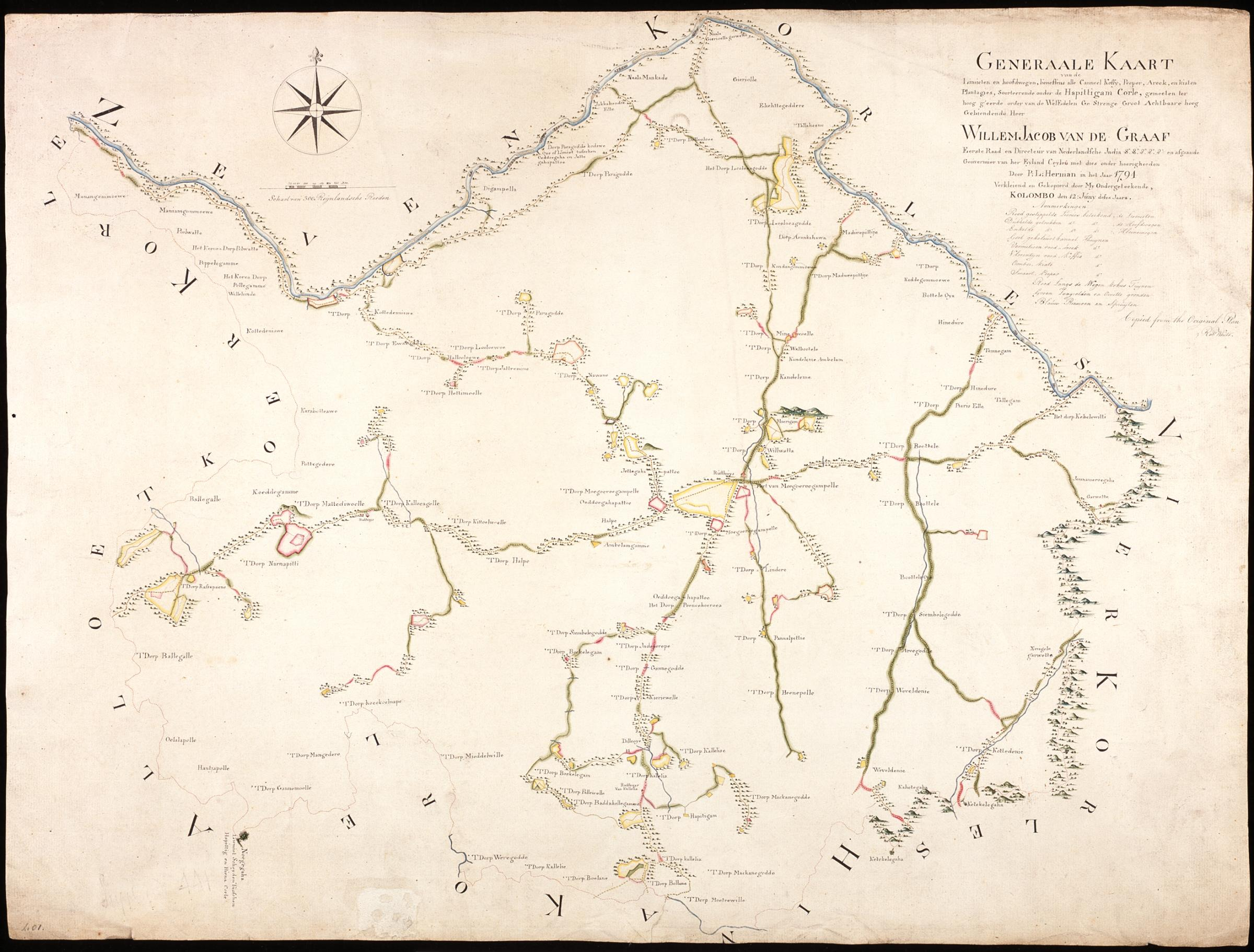
Kaneel, peper, koffie en arecanoottuinen nabij Colombo, op een kaart uit 1794 gemaakt in opdracht van Van de Graaff, vlak voor zijn vertrek.

De kaneeltuinen, waarmee zijn voorganger Falck was begonnen, namen onder Van de Graaff een grote vlucht. Alleen al tussen Negombo en Kalutara waren er in 1786 meer dan driehonderd, met een totale oppervlakte van 30 km2. Het totaal aantal aangeplante kaneelbomen in Ceylon steeg in zijn bestuursperiode van 24 naar 609 miljoen. Ook de bevolking en VOC medewerkers werden aangemoedigd kaneelbomen te planten op hun land. Ongecultiveerde gronden werden aan boeren uitgegeven als ze beloofden een derde deel te beplanten met kaneelbomen. Vanwege de hoge kosten om de plantages te onderhouden werden die vanaf 1790 opgesplitst in kleinere delen en aan kaneelschillers gegeven om zelf te verzorgen. Uiteindelijk waren de kaneeltuinen samen met de in het wild groeiende kaneel op het grondgebied van de Compagnie voldoende om aan de jaarlijkse vraag van Batavia (de eis) van 5000 balen te voldoen, zodat men niet meer afhankelijk was van Kandy. De zeer impopulaire boetes voor het vernietigen van kaneelbomen bij de door boeren bedreven brandlandbouw konden worden afgeschaft. De Heren XVII waren erg tevreden met deze ontwikkeling.
Aan de andere kant stegen ook de kosten. Deels waren dat aanloopkosten en deels militaire uitgaven aan versterking van fortificaties (vooral fort Oostenburg en Galle) en het inhuren van Europese militairen vanwege de Britse dreiging. Eerst het Franse regiment De Luxembourg en toen het Zwitserse regiment De Meuron. Ook waren de kosten voor rijstimport uit India hoger dan voorheen. Stimulering van de landbouw was daarom een prioriteit van Van de Graaff. Hij wilde Ceylon zelfvoorzienend maken. Hij had hiervoor ook de tot nu toe veelal onontgonnen droge gebieden in het oosten op het oog die een 'broodkamer' van het eiland moesten worden. In 1786 ondernam het opperhoofd van Trincomalee, Jacques Fabrice van Senden, een tocht door het achterland om de mogelijkheden van irrigatie te onderzoeken. Hij stuitte daarbij op irrigatiewerken van oude beschavingen uit de tijd van Polonnaruwa. In het noordwesten werden de mogelijkheden tot herstel van de oude 'Reuzentank' onderzocht, wat ook Van Imhoff had gedaan, maar dit werd door Batavia te kostbaar geacht.

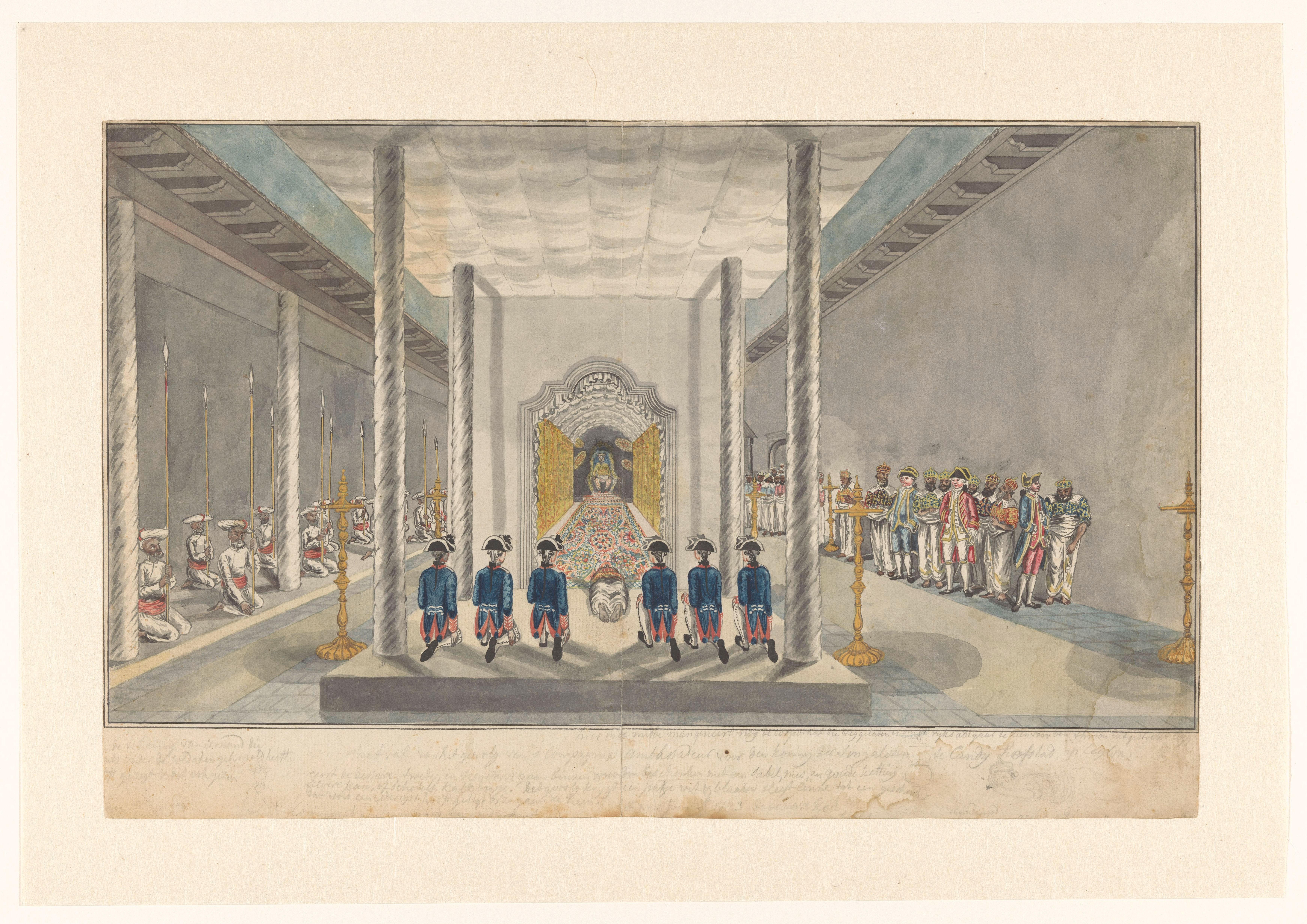
Gezantschap van de VOC onder leiding van de dessave Cornelis de Kock op audiëntie bij de koning van Kandy, Sri Rajadi Rajasingha, in 1785. Op de voorgrond knielende soldaten. De liggende figuur is de rijksadigaar (eerste minister van de koning). Rechts staan de gezanten.

In 1790 leidde de landbouwpolitiek echter ook tot problemen, in de vorm van opstanden in de buurt van Matara. Hier had Van de Graaff in 1786 de zoon van zijn schoonvader, Christiaan van Angelbeek, benoemd als dessave, om agrarische projecten uit te voeren. (Van de Graaff was dubbel gerelateerd aan Christiaan van Angelbeek, die in Nederland getrouwd was met zijn jongere zus Maria Aletta.) Voor de benodigde arbeid werd gebruik gemaakt van de traditionele verplichtte herendiensten van de bevolking voor openbare werken, via de inheemse hoofden. De onervaren, in Nederland opgegroeide Van Angelbeek stelde hierbij te hoge eisen aan de mensen, die zowel moesten werken in de kaneeltuinen als aan het graven van een kanaal. Hij kreeg hierdoor ook ruzie met de commandeur van Galle, Pieter Sluysken, een tegenstander van Van de Graaffs politiek, die zich toch al niet gekend voelde bij deze activiteiten.
Ook raakte Van de Graaff in deze latere periode betrokken bij intriges aan het hof van de koning van Kandy, Sri Rajadi Rajasingha. Via de Maha Mudaliyar Nicolaas Dias Abeysinghe Amarasekere, die al tolk/adviseur van de VOC was sinds gouverneur Schreuder, werd zijn steun gezocht door de 'rijksadigaar', de eerste minister van de koning, Pilime Talawe. Deze wilde een coup plegen tegen de factie van de 'Nayakkers' of 'Naykers' aan het hof. Deze waren uit Zuid-India afkomstig, waar de dynastie van de koning vandaan kwam. De Naykers waren de Compagnie slecht gezind. Van de Graaff zag in Pilime Talawe's ouverture een kans om de provincies van het koninkrijk Kandy in het laagland één voor één onder controle te krijgen en te laten besturen door de Compagnie goed gezinde 'hofgroten'. Zo kon een groter deel van het eiland tot ontwikkeling worden gebracht. Een veldtocht door kolonel de Meuron in mei 1791 leidde echter tot niets. Er was geen spoor van de door Pilime Talawe beloofde steun te ontdekken. Intussen zochten de Naykers de steun van de Fransen in Pondicherry, waarop Van de Graaff een nieuw oorlogsplan aan de Raad van Indië in Batavia voorlegde. Hij had ook een vervanger voor de af te zetten koning klaar staan, die beweerde af te stammen van de laatste Singhalese koning. In Batavia voelde men echter niets voor een nieuwe oorlog met Kandy. In juni 1792 verbood men Van de Graaff zijn plan ten uitvoer te brengen. Het was een dubbele tegenslag, want die maand overleed ook zijn vrouw Christina van Angelbeek.

### Directeur-generaal
In juni 1793 overleed in Batavia directeur-generaal Van Stockum, de tweede man van de VOC in Azië. Toen men in de Raad van Indië de brief van de Heren XVII openmaakte waarin stond wie hem in het geval van zijn overlijden zou moeten opvolgen bleek dat Van de Graaff te zijn, die daarbij ook bevorderd werd van buitengewoon tot gewoon lid van de Raad van Indië. Omdat gouverneur-generaal Alting al om ontslag had gevraagd werd Van de Graaff ook gezien als zijn toekomstig opvolger. Als nieuwe gouverneur van Ceylon werd Johan van Angelbeek benoemd.
In Batavia beschouwde men Van de Graaff als een buitenstaander die voordien altijd in India en Ceylon had gewerkt. Bovendien was men verbolgen over zijn militaire plannen tegen Kandy. Omdat hij nog van Ceylon moest overkomen bepaalde de Raad dat Johannes Siberg, een schoonzoon van Alting, de functie zou waarnemen. In november arriveerden in Batavia ook twee door de Heren XVII benoemde commissarissen-generaal; de eerste advocaat van de VOC Sebastiaan Nederburgh, een gunsteling van de opperbewindhebber van de VOC, de prins van Oranje Willem V, en luitenant-kolonel Simon Frijkenius, met instructies om de administratie van de in grote financiële moeilijkheden verkerende Compagnie te hervormen en corrupte medewerkers te ontslaan. Ook Alting stond onder verdenking. Hij was in de Nederlandse (patriottische) pers beschuldigd van despotisme en het vestigen van een 'familie-regering'. De zogeheten Hoge Commissie moest in Batavia worden aangevuld met de gouverneur-generaal zelf en de directeur-generaal. Ook die laatste plek werd nu door Siberg ingenomen. Toen Van de Graaff, vrij laat, eind 1794 met al zijn bezittingen in Batavia aankwam eiste hij zijn rechtmatige posities op. Er volgde een machtsstrijd van meer dan een jaar met Alting en Siberg, die Nederburgh aan hun kant kregen. Hij mocht Van de Graaff niet en had een voorkeur voor Siberg. Zowel Nederburgh als Alting hadden uitgebreid met Pieter Sluysken gecorrespondeerd, die Van de Graaff beschuldigde van zelfverrijking en hem 'trots in den dienst, hoogmoed, gedwongen en meesterachtig' noemde. Frijkenius was verwikkeld in een vete met Nederburgh en steunde Van de Graaff, 'die bijna de eenige man is waarmede men vertrouwelyk kan spreken'.

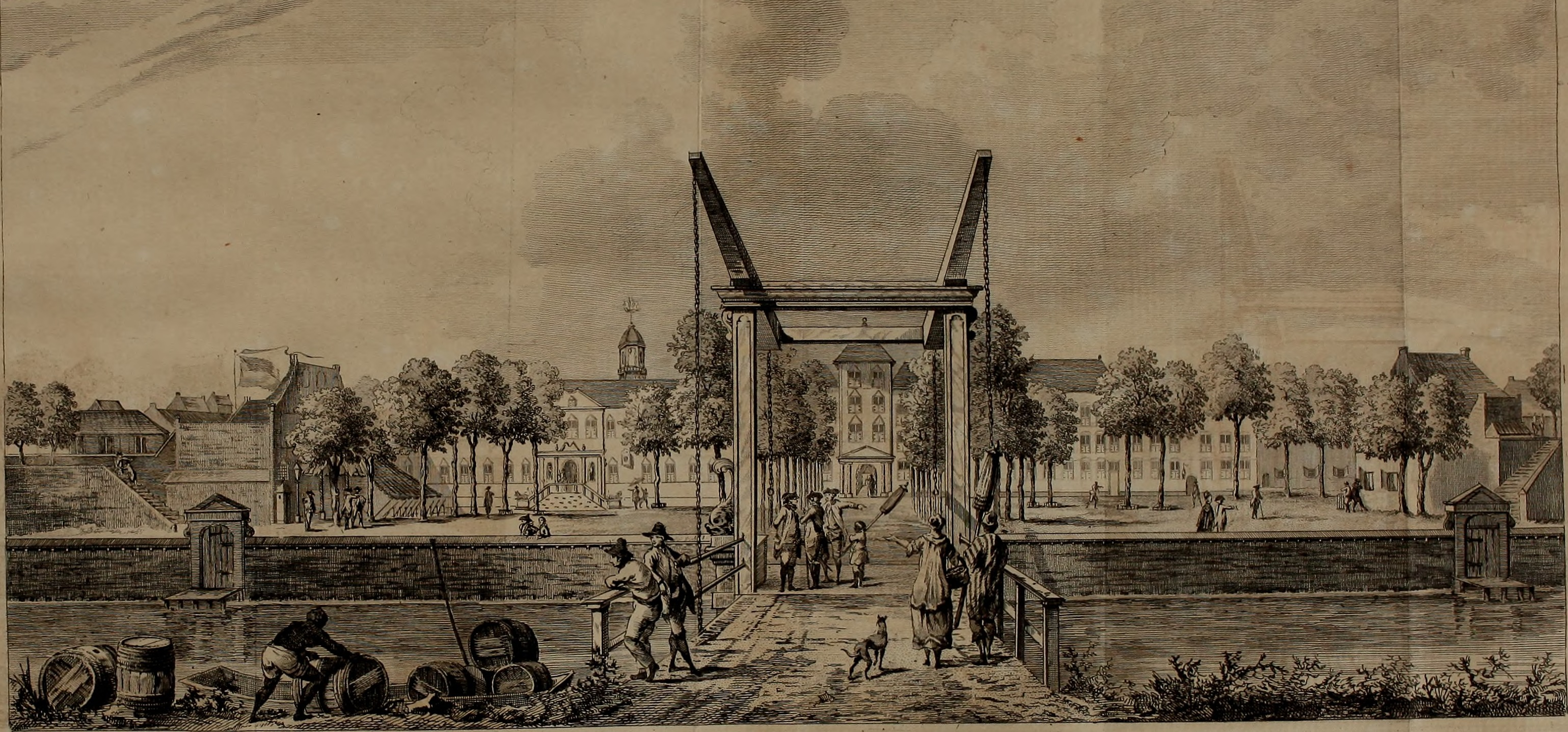
Batavia eind 18e eeuw.

Inmiddels was Nederland bezet door het Franse revolutionaire leger, dat de patriotten aan de macht hielp. Willem V vluchtte naar Engeland, waar hij middels de 'brieven van Kew' VOC-bestuurders opriep alle vestigingen aan de Britten over te dragen om ze uit handen van de Fransen te houden. Ook in Batavia speelde het conflict tussen patriotten en orangisten. In december 1795 eiste een groep burgers door middel van een 'Adres' aan het bestuur meer vrijheid en afschaffing van 'uiterlyke tekenen van distinctie, zo gemakkelyk gebezigd tot instand houding van tyrannique grootheid'. Ook wilden ze een feestdag ter viering van de omwenteling in de Republiek en dat Batavia verdedigd werd tegen de Britten. Nederburgh, die bekend stond als orangist, en daarmee pro-Brits, werd verweten die verdediging verwaarloosd te hebben. Een van de maatregelen die de Raad van Indië daarop nam was het alsnog erkennen van Van de Graaff als directeur-generaal en zijn benoeming tot lid van een commissie, met onder meer Frijkenius, voor de versterking van de fortificatie van Batavia. Dit tot woede van Nederburgh, die een advies opstelde voor de raad om Van de Graaff te ontslaan, op basis van beschuldigingen als het zaaien van twist en tweedracht, het te scherp bekritiseren van de vestingwerken van Batavia, zucht tot eigen grootheid en zo onbezonnen geweest te zijn direct na aankomst in Batavia zijn nieuwe functies op te eisen. Zelf kreeg Van de Graaff nooit te horen waar hij van beschuldigd werd. In februari 1796 werd hij met meerderheid van stemmen door de raad ontslagen en teruggestuurd naar Nederland, met behoud van salaris maar zonder functies. Hij was iets meer dan een maand directeur-generaal geweest. In dezelfde maand viel Ceylon in Britse handen na de overgave van Colombo door gouverneur Van Angelbeek.

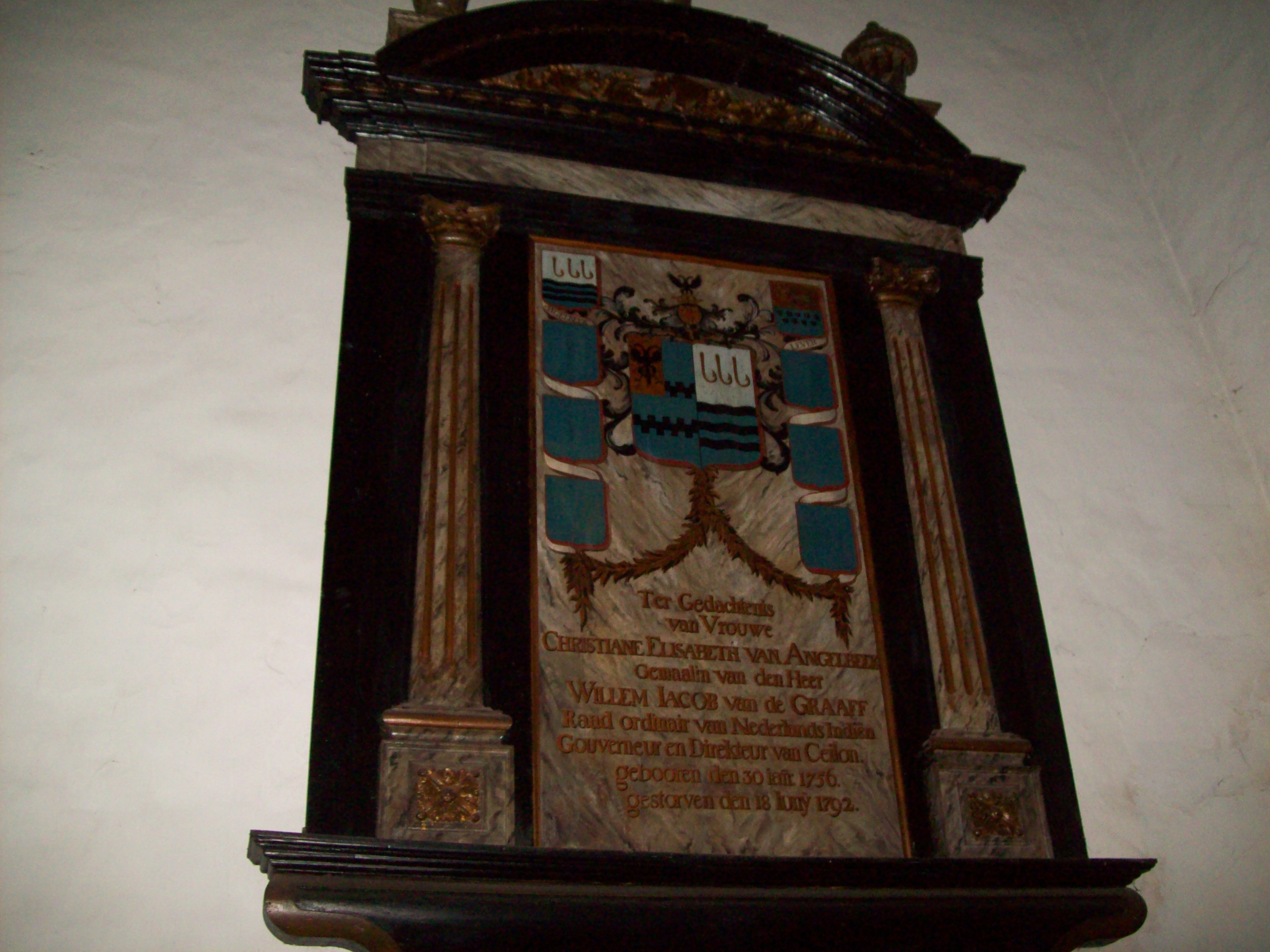
Het gedenkbord voor Van de Graaffs echtgenote Christina van Angelbeek in de Wolvendaalkerk in Colombo.

Van de Graaff vertrok in april met een door de VOC ingehuurd Amerikaans scheepje uit Batavia. Hij kwam echter niet verder dan de Kaap de Goede Hoop. Zijn scheepje werd door de Britten aangehouden (waarbij hij veel meegebracht geld verloor), maar daarna hernomen door de Fransen en naar hun basis op Mauritius gebracht. Hier ontmoette hij Pierre Monneron, een handelaar die hij kende uit Ceylon. Omdat hij hoorde dat er een Nederlands eskader onder schout-bij-nacht Lucas onderweg was om de door de Britten overgenomen vestigingen terug te veroveren voer hij met hulp van Monneron met een Frans schip weer terug naar Batavia. Onderweg ontmoette hij het eskader van admiraal Pierre de Sercey, waarmee hij in november weer op de rede van Batavia verscheen. Daar wilde men echter niets weten van zijn plannen. Dezelfde personen die hem hadden ontslagen verboden hem nu aan wal te komen. Bovendien was Lucas' eskader intussen bij Kaap de Goede Hoop door de Britten verschalkt. Veel matrozen bleken orangisten te zijn en waren overgelopen. Zo keerde Van de Graaff eind 1797 alsnog terug in wat nu de Bataafse Republiek heette. Desondanks hadden geruchten over zijn terugkomst in Ceylon tot consternatie geleid bij de Britten. Zij hadden door impopulaire maatregelen een opstand van de bevolking veroorzaakt en vreesden dat Van de Graaff kon rekenen op de steun van zeker 2000 mensen, 'for the inhabitants of every class and condition will fly to him', terwijl de Britten alleen stonden.
Op 13 augustus 1798 werd Van de Graaff volledig gerehabiliteerd door het Comité tot de Zaken van de Oost-Indische handel en Bezittingen, dat na het faillissement van de VOC in december 1795 de bewindhebbers had vervangen. Van de Graaff werd geacht 'In eer, goeden naam en faam te wezen hersteld', en 'niet gemeriteerd te hebben' ontslagen te worden. Hij vestigde zich in de buurt van Utrecht. Hij overleed daar op 10 december 1804.

### Nalatenschap

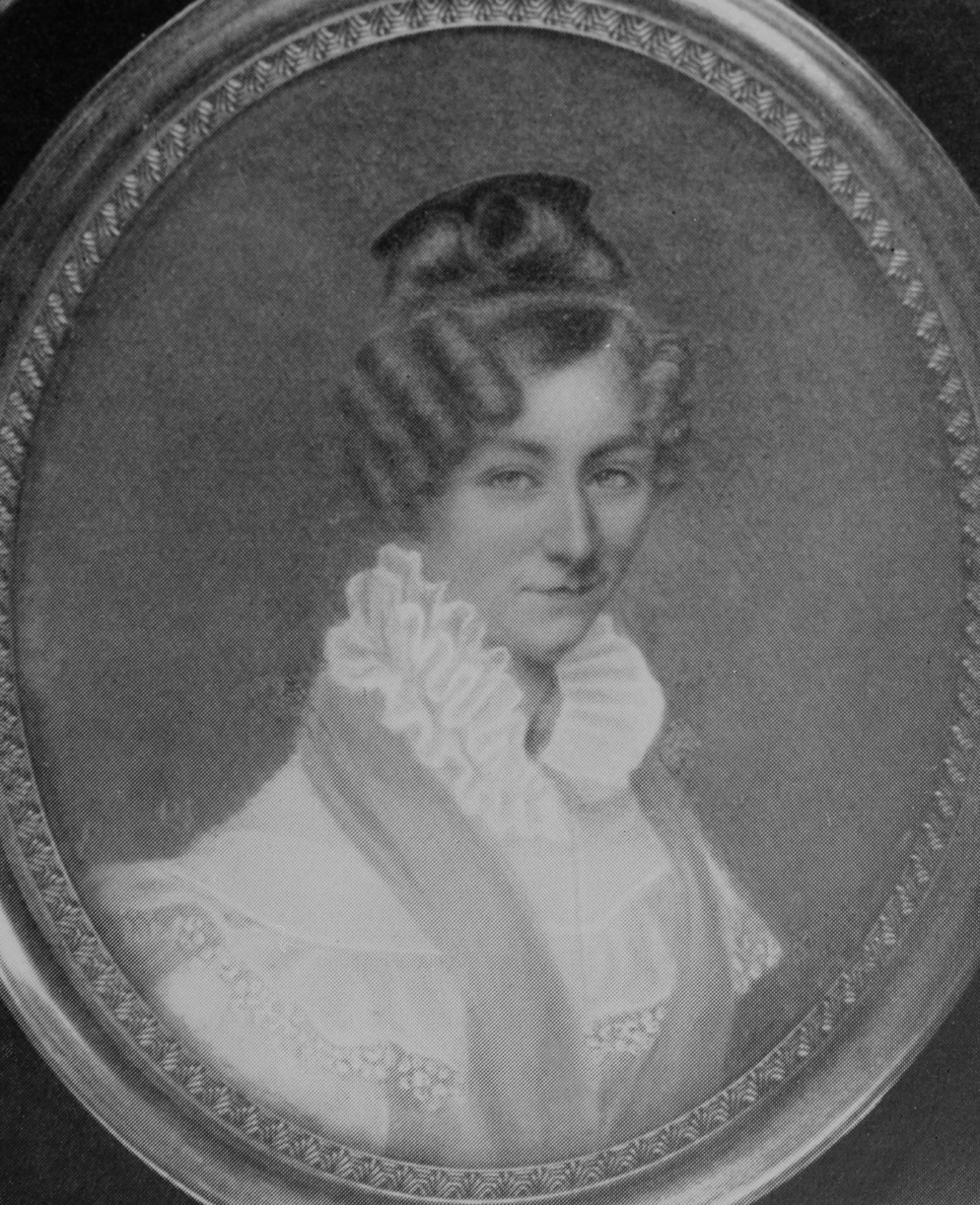
Georgette Melville Geertruida van Angelbeek (1805-1843).

Van de Graaff had veel kinderen. Zijn oudste zoon, de in 1762 in Galle geboren Abraham Sebastiaan, emigreerde in 1798 naar Amerika. De Amerikaanse natuurkundige Robert van de Graaff, uitvinder van de vandegraaffgenerator, was een afstammeling van hem, evenals William Travis 'Bully' Van de Graaff, de American football speler en coach. Een andere zoon, uit zijn huwelijk met Christina van Angelbeek, de in 1782 geboren Hendrik Jan van de Graaff, ging naar Nederland, maar vertrok na een carrière in het Alkmaarse stadsbestuur in 1816 weer naar Batavia als een van de eerste ambtenaren van Nederlands-Indië na de overdracht door het Britse tussenbestuur. Hij werd daar hoofdinspecteur van Financiën en werd in 1820 benoemd in de Raad van Indië, als opvolger van Jacob Andries van Braam, tot hij en zijn mede-raadslid Reynier d'Ozy in 1826 teruggeroepen werden naar Nederland. Op de thuisreis met de paketboot Java Paket verdronken zij toen het schip verging voor de Zeeuwse kust.
Zijn zoon Frederik Jacob werkte later in Soerabaja als lid van de raad van justitie en was resident van Banjoewangi. Zijn dochter Jacomina bleef achter in Ceylon en trouwde in 1802, na de Britse overname, met George Leslie-Melville, afstammeling van de Schotse George Melville die ooit als aanhanger van stadhouder Willem III na de Glorious Revolution tot graaf was benoemd. Leslie-Melville liet in 1805 rouwborden voor Jacomina's moeder Christina van Angelbeek en haar oma Jacomina Lever, de vrouw van Johan van Angelbeek, ophangen in de Wolvendaalkerk in Colombo. Ze ging met hem naar Suratte en kreeg daar een dochter, Georgette. In 1807 was ze weer in Colombo, waar de Britse gouverneur Maitland, die van de in Ceylon achtergebleven Nederlanders af wilde, de voor dit doel uit Batavia gestuurde Rudolf Prediger vroeg haar mee te nemen. Prediger schreef in april aan gouverneur-generaal Wiese: 'De vrouw van Melvill Leslie die een dogter van den geweesen Ceilons Gouverneur de Graaff is, een plaats aan bord van het schip Rusthoff te vergunnen heb ik niet kunnen wijgeren, vooral daar zij zeer jong zijnde is gehuwd, en thans onder het getal der ongelukkigste vrouwen behoort'.